# Channichthys irinae
Channichthys irinae is een straalvinnige vissensoort uit de familie van krokodilijsvissen (Channichthyidae). De wetenschappelijke naam van de soort is voor het eerst geldig gepubliceerd in 1995 door Shandikov.Deze soort voedt zich met plankton.Het heeft geen commercieel belang.